# Dolichoris cristata
Dolichoris cristata är en stekelart som först beskrevs av Grandi 1928.  Dolichoris cristata ingår i släktet Dolichoris och familjen fikonsteklar. Inga underarter finns listade i Catalogue of Life.